# Brea (California)
Brea, fundada en 1917, es una ciudad ubicada en el condado de Orange en el estado estadounidense de California. En el año 2020 tenía una población de  47,325 habitantes y una densidad poblacional de 1,501.72 personas por km².

## Geografía
Brea se encuentra ubicada en las coordenadas 33°55′N 117°53′O / 33.917, -117.883. Según la Oficina del Censo, la ciudad tiene un área total de 27,3 km² (10,5 mi²), de la cual 27,2 km² (10,5 mi²) es tierra y 0,1 km² (0 mi²) (0%) es agua.

### Localidades adyacentes
El siguiente diagrama muestra a las localidades en un radio de 16 kilómetros (9,9 mi) de Brea.

## Demografía
Según la Oficina del Censo en 2000 los ingresos medios por hogar en la localidad eran de $64,820, y los ingresos medios por familia eran $68,423. Los hombres tenían unos ingresos medios de $50,500 frente a los $35,674 para las mujeres. La renta per cápita para la localidad era de $26,307. Alrededor del 5.3% de la población estaban por debajo del umbral de pobreza.